# Diecéze Bragança-Miranda
Diecéze Bragança-Miranda (latinsky Dioecesis Brigantiensis-Mirandensis) je římskokatolická diecéze na území Portugalska se sídlem v městě Bragança a s katedrálou P. Marie Královny. Je sufragánní diecézí vůči arcidiecézi Braga. 

## Historie
Diecéze Miranda byla zřízena v roce 1545 papežem Pavlem III. Roku 1764 v důsledku úpadku sídelního města byla diecéze přenesena do Bragançy. V roce 1770 byla rozdělena na dvě diecéze, Bragança a Miranda, ale již v roce 1780 byly sjednoceny. Ovšem k plnému sjednocení došlo až v roce 1996.